# Rebecca Scown
Rebecca Scown, född den 10 augusti 1983 i Hawera i Nya Zeeland, är en nyzeeländsk roddare.
Hon tog OS-brons i tvåa utan styrman i samband med de olympiska roddtävlingarna 2012 i London.
Vid de olympiska roddtävlingarna 2016 i Rio de Janeiro tog hon ett silver i tvåa utan styrman tillsammans med Genevieve Behrent.